# Party of Five (serie de televisión de 2020)
Party of Five or Fiesta de los 5 es una serie de televisión de drama estadounidense basada en la serie homónima emitida en FOX desde 1994 al 2000, que se estrenó el 8 de enero de 2020 en Freeform. En abril de 2020, Freeform anuncio la cancelación de la serie tras una temporada de diez episodios.

## Sinopsis
Party of Five sigue a «los cinco hijos Acosta mientras navegan las luchas diarias para sobrevivir como una unidad familiar después de que sus padres son deportados repentinamente a México».

## Reparto

### Principales
- Brandon Larracuente como Emilio Acosta
- Niko Guardado como Beto Acosta
- Emily Tosta como Lucia Acosta
- Elle Paris Legaspi como Valentina Acosta

### Recurrentes
- Bruno Bichir como Javier
- Fernanda Urrejola como Gloria
- García como Matthew
- Sol Rodríguez como Natalia
- Elizabeth Grullon como Sully

## Episodios
| N.º | Título               | Dirigido por           | Escrito por                                      | Fecha de emisión original | Audiencia (millones) |
| --- | -------------------- | ---------------------- | ------------------------------------------------ | ------------------------- | -------------------- |
| 1   | «Pilot»              | Rodrigo García         | Michal Zebede & Amy Lippman & Christopher Keyser | 8 de enero de 2020        | 0.442                |
| 2   | «Margin of Error»    | Rodrigo García         | Amy Lippman & Christopher Keyser                 | 8 de enero de 2020        | 0.317                |
| 3   | «Long Distance»      | Eva Vives              | Amy Lippman & Christopher Keyser                 | 15 de enero de 2020       | 0.329                |
| 4   | «Authentic Mexican»  | Jenée LeMarque         | Gabriel Llanas                                   | 22 de enero de 2020       | 0.233                |
| 5   | «Rafa»               | Patricia Cardoso       | Michal Zebede                                    | 29 de enero de 2020       | 0.239                |
| 6   | «Patch Job»          | Alonso Álvarez-Barreda | Mary Angélica Molina                             | 5 de febrero de 2020      | 0.236                |
| 7   | «Speak for Yourself» | Michael Medico         | Mike Skerrett                                    | 12 de febrero de 2020     | 0.219                |
| 8   | «Dos y Dos»          | James Larkin           | Gabriel Llanas & Esta Spalding                   | 19 de febrero de 2020     | 0.173                |
| 9   | «México»             | Edward Ornelas         | Amy Lippman                                      | 26 de febrero de 2020     | 0.188                |
| 10  | «Diaspora»           | Patricia Cardoso       | Amy Lippman                                      | 4 de marzo de 2020        | 0.143                |

1. ↑  El episodio se lanzó por primera vez en línea el 1 de enero de 2020.[4]

## Producción

### Desarrollo
El 27 de septiembre de 2017, se anunció que los creadores de la serie original, Chris Keyser y Amy Lippman están desarrollando la serie para Sony Pictures Television Studios. El reinicio se encuentra en las primeras etapas y ninguna cadena todavía ha sido elegida. El 18 de enero de 2018, se anunció que Freeform ordenó el compromiso de un episodio piloto escrito por Keyser, Lippman y Michal Zebede con Rodrigo García como director quien también se desempeñará como productor ejecutivo junto con Keyser, Kippman, Garcia y Zebede. El 6 de septiembre de 2018, se anunció que Freeform ordenó oficialmente la realización del piloto.
El 4 de febrero de 2019, se anunció que Freeform aceptó el piloto y ordenó una temporada de diez episodios. Al día siguiente, en un panel de Television Critics Association se mencionó que la serie aborda el tema muy oportuno de la inmigración, específicamente lo que está sucediendo al sur de la frontera. Zebede dijo que se realizó una investigación y hablaron con muchas personas que están indocumentadas en Estados Unidos, la organización DREAMers y quienes son parte de DACA. Lippman señaló que cuando mostraron el piloto a una audiencia de prueba, muchos le preguntaron por qué el padre de la serie no buscaba la ciudadanía estadounidense. Ella respondió, «No hay un camino hacia la ciudadanía, así es como es» y que «Si ha venido aquí [como ciudadano indocumentado], no hay camino a la ciudadanía a menos que regrese a su país». También dice que su intención no es capitalizar los titulares de inmigración, sino que es muy relevante teniendo en cuenta la conversación que rodea el tema. Agrega que la serie trata sobre la experiencia de la familia Acosta y por lo que están pasando, muy parecido al original. Ella dice que «No queremos entrar con una agenda política fuerte», y afirmando que «Si lo hace político, eso es lo que está pasando en el país». La serie aún está construyendo su sala de guionistas, pero Keyser espera llenarlo con guionistas e inmigrantes latinos para dar una representación adecuada de los personajes y la narrativa. Admite que es difícil construir una habitación pequeña que refleje toda una cultura, pero están deseando construir esta habitación para que puedan dar autenticidad a la historia. El 13 de septiembre de 2019, se anunció que la serie está programada para estrenarse el 8 de enero de 2020.

### Casting
El 22 de octubre de 2018, se anunció que Brandon Larracuente, Emily Tosta, Niko Guardado y Elle Paris Legaspi habían sido elegidos en papeles principales. El 13 de septiembre de 2019, se anunció que Bruno Bichir y Fernanda Urrejola fueron elegidos en roles principales. En octubre de 2019, se anunció que García, Sol Rodríguez y Elizabeth Grullon fueron elegidos en roles recurrentes.

### Rodaje
El rodaje se lleva a cabo en Santa Clarita, California.